# Стадион Викторија парк (Кингстаун)
Стадион Викторија парк (Кингстаун) (шп. Victoria Park (Kingstown)) је вишенаменски стадион у Кингстауну, Сент Винсент и Гренадини. Користи се као стадион за утакмице ФК Авењус јунајтед. Капацитет стадиона је 3.500 гледалаца. Био је домаћин утакмицама Групе Б Карипског првенства 2010.
То је такође један од домаћих терена крикет тима Западне Индије.